# Milena Dvorská
Milena Dvorská (ur. 7 września 1938 w Prościejowie, zm. 22 grudnia 2009 w Pradze) – czeska aktorka filmowa, telewizyjna, teatralna i dubbingowa.
W 1960 ukończyła studia na Wydziale Teatralnym Akademii Sztuk Scenicznych w Pradze. Pracowała w praskich teatrach: D 34, Divadlo E. F. Buriana, Divadlo za branou, Divadlo Na Fidlovačce, Divadelní společnost Háta.

## Filmografia
- 1955: Był sobie król (Byl jednou jeden král…) jako księżniczka Maruška
- 1968: Najlepsza kobieta mojego życia (Nejlepší ženská mého života) jako Kaplanová
- 1968: Praskie noce (Pražské noci) jako Zuzana
- 1972: Pan Tau (Pan Tau) jako mama (serial)
- 1974: Trzydzieści przypadków majora Zemana (30 případů majora Zemana) jako Věra Hanousková (odcinek serialu)
- 1976: Odyseusz i gwiazdy (Odysseus a hvězdy) jako żona Mišy w roku 2000
- 1976: Mareczku, podaj mi pióro! (Marečku, podejte mi pero!) jako Outratova, pracownica fabryki
- 1983: Jara Cimrman śpi (Jára Cimrman ležící, spící) jako żona arcyksięcia d'Este
- 1985: Wsi moja sielska, anielska (Vesnicko má stredisková) jako Ružena Pávková